# الدورادو اسپرینگز (کلرادو)
الدورادو اسپرینگز (به انگلیسی: Eldorado Springs) یک منطقهٔ مسکونی در ایالات متحده آمریکا است که در شهرستان بولدر، کلرادو واقع شده‌است. الدورادو اسپرینگز ۶٫۲ کیلومتر مربع مساحت و ۵۸۵ نفر جمعیت دارد و ۱٬۷۴۷ متر بالاتر از سطح دریا واقع شده‌است.